# Pardosa observans
Pardosa observans là một loài nhện trong họ Lycosidae.
Loài này thuộc chi Pardosa. Pardosa observans được Octavius Pickard-Cambridge miêu tả năm 1876.